# Sunn O)))
I Sunn O))) sono un gruppo musicale drone doom metal statunitense, formatosi a Seattle nel 1998.
Il loro nome prende spunto dal logo dell'azienda Sunn che produce amplificatori per strumenti musicali. La band è formata da Stephen O'Malley (già attivo nei Khanate e nei Burning Witch) e da Greg Anderson (militante nei Goatsnake e cofondatore della Southern Lord Records), che si occupano entrambi di tutta la strumentazione della band. La loro musica è una miscela che incorpora elementi di drone doom metal, black metal, musica d'ambiente e post-rock.

## Stile musicale
Lo stile dei Sunn O))) è caratterizzato da tempi lenti, chitarre distorte, mancanza di ritmo e melodia e accordature alternative. Le chitarre si distinguono per il loro registro basso, utilizzando spesso accordature basse come il dropped A, una tecnica di accordatura della chitarra in cui la sesta corda (la corda più spessa) viene abbassata dalla sua nota standard di Mi (E) a una nota inferiore, spesso Si (B), La (A) o Sol (G). Il gruppo fa inoltre uso di feedback risonanti al fine di creare paesaggi sonori monolitici e atmosfere inquietanti. La percussioni sono raramente incorporate, con una mancanza di qualsiasi beat distinguibile. Durante le esibizioni dal vivo il gruppo si esibisce con volumi molto alti.

## Formazione
Attuale
- Stephen O'Malley – chitarra, basso, voce
- Greg Anderson – chitarra, tastiera, programmazione

Turnisti
- Tos Nieuwenhuizen – tastiera (1999-presente)
- Steve Moore – tastiera, trombone (2005-presente)

Ex-turnisti
- Mark Deutrom – basso (2006)
- Attila Csihar – voce (2003-2018)

## Discografia

### Album in studio
- 2000 – ØØ Void
- 2002 – Flight of the Behemoth
- 2003 – White1
- 2004 – White2
- 2005 – Black One
- 2006 – Altar (con i Boris)
- 2009 – Monoliths & Dimensions
- 2014 – Terrestrials (con gli Ulver)
- 2014 – Soused (con Scott Walker)
- 2015 – Kannon
- 2019 – Life Metal
- 2019 – Pyroclasts

### Album dal vivo
- 2004 – Live White
- 2006 – La Mort Noir dans Esch/Alzette
- 2008 – O))) Presents... Pentemple
- 2008 – Dømkirke
- 2009 – Live at Primavera Sound Festival 2009 on WFMU
- 2009 – (初心) GrimmRobes Live 101008
- 2011 – Agharti Live 09-10
- 2012 – Rehearsal Demo Nov 11 2011
- 2014 – LA Reh 012
- 2016 – Nešit'
- 2018 – Downtown LA Rehearsal/Rifftape March 1998
- 2021 – Metta, Benevolence

### Raccolte
- 2006 – White
- 2020 – Life Metal Rehearsal 230518
- 2020 – Life Metal Rehearsal 250518
- 2020 – Life Metal Rehearsal 260518
- 2020 – 606 LM preproduction 270618
- 2020 – 606 LM preproduction 280618
- 2020 – 606 LM preproduction 290618

### Album di remix
- 2011 – The Iron Soul of Nothing (con i Nurse with Wound)